# Jean Petitot (peintre)
Pour les articles homonymes, voir Jean Petitot et Petitot.
Jean Petitot I, né à Genève le 12 juillet 1607 et mort à Vevey le 3 avril 1691, est un peintre en émail genevois.
Il est parfois appelé « le Raphaël de la peinture en émail ».

## Biographie
Jean Petitot est fils de Faule Petitot, sculpteur ébéniste et architecte, et d'Etienna Royaume, fille de la légendaire  Mère Royaume. Il commence son apprentissage dans l'atelier d'orfèvrerie de son oncle Jean Royaume. Le peintre en émail Pierre Bordier, dans l’atelier de joaillerie duquel il poursuit sa formation, reconnaît tant d’intelligence dans son jeune apprenti qu’il lui conseille de s’adonner à la peinture. 
Le maître et l'élève s’étant associés pour leurs travaux, leurs premiers essais sont bien accueillis. Dans le portrait, ils se partagent la tâche : Petitot peint les têtes et les mains où l’on exige plus de fini et Bordier se réserve les cheveux, les draperies et les fonds. Dans l’intention de se perfectionner dans leur art, Bordier et  Petitot se rendent en Italie d’où, après un séjour de quelques années dans ce pays, ils partent en Angleterre. À Londres, ils retrouvent leur compatriote et chimiste Théodore Turquet de Mayerne, qui les aide de ses conseils pour développer de nouvelles couleurs.
Charles Ier, qui favorise les arts, le nomme chevalier et lui donne un logement à Whitehall. Les principaux personnages de la Cour tiennent à être peints par lui. On cite comme son chef-d’œuvre le portrait qu’il fait, en 1642, d’après Van Dyck, qui est l'un de ses patrons auprès du monarque, de Rachel de Ruvigny, comtesse de Southampton.
Les troubles de la Révolution anglaise forcent Petitot à se retirer en France. Aimant à entourer son trône de tout ce que les arts et dans les lettres comptent d’éminent, Louis XIV donne à Petitot le titre de peintre du roi et le loge aux galeries du palais du Louvre. Pendant la période de 36 ans qu’il vit en France, Petitot exécute un nombre considérable d'œuvres. Le musée du Louvre possède de lui une collection de 56 portraits. Il ne s’occupe pas seulement de portraits, mais est chargé par le roi de copier les tableaux de Mignard et de Le Brun.
À la suite du mariage que Petitot contracte, en 1651, avec Marguerite Cuper, mariage par lequel il devient le beau-frère de Bordier, les deux artistes rompent leur association. Ayant perdu sa première femme, Petitot se remarie avec Magdelaine Bordier, nièce de son ami et fille de Jacques Bordier, agent depuis 1664 de la république de Genève à Paris. Avec ces deux femmes, Jean Petitot a un total de 17 enfants. En 1684, son beau-père étant mort, Petitot le remplace dans son poste, sans renoncer à son titre de peintre du roi. Après la révocation de l’édit de Nantes, il sollicite la permission de se retirer dans sa patrie, mais on la lui refuse, Louis XIV trouvant bien étrange « qu’il veuille être le seul de son royaume qui soit exempté, ce que les longues années de son séjour en France ne peuvent permettre »[réf. nécessaire].

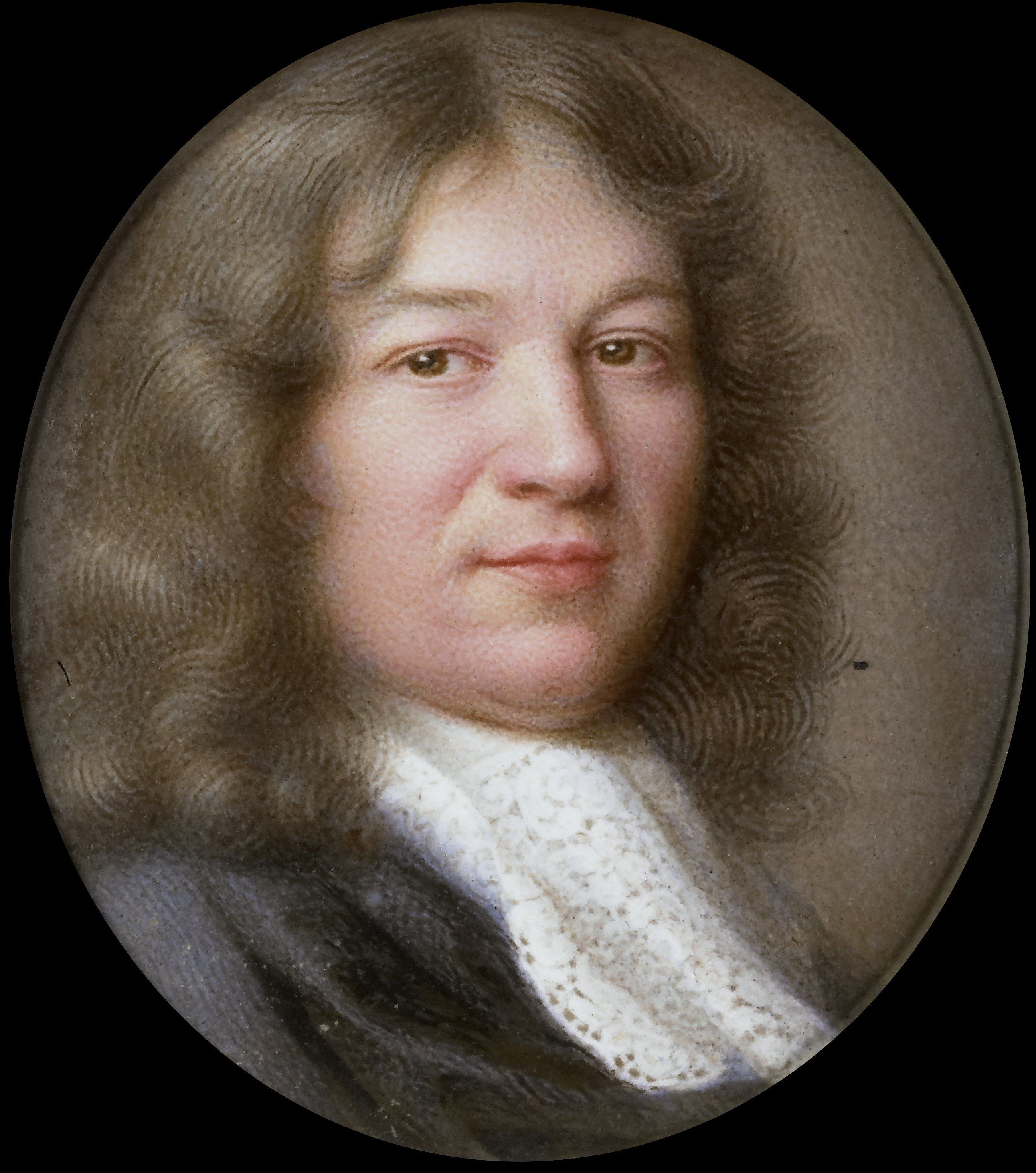
Portrait d'un homme, n. d., Rijksmuseum Amsterdam.

Comme il insiste pour quitter la France au lieu de se faire catholique, on l’arrête et l’emprisonne au For-l'Évêque, où Bossuet en personne lui est envoyé, sans succès, pour tâcher de le persuader d’abjurer le calvinisme. Pour vaincre son opiniâtreté, on l’enferme alors dans un couvent où il est tenu au secret. Le 31 mai 1686, Mme Petitot écrit à MM. du Petit-Conseil de Genève, que son mari est contraint « de signer comme les autres pour sortir de l’affreux lieu où il a été un mois sans voir personne de sa famille », elle espère « qu’avec le temps le Roi, voyant l’obéissance qu’il avait eue pour ses ordres, ferait quelque considération de la demande qu’ils avaient eu la bonté de lui faire d’un pauvre homme qui ne se consolera jamais d’avoir été contraint par les accès de fièvre qu’il a eus dans le couvent (appréhendant d’y demeurer) d’y faire ce qu’il a fait, en déclarant que ce n’étoit que par force ». On lit dans les notes extraites des registres du Consistoire par Cramer, sous la date du 22 mars 1687 : « Advisé de se contenter de la voie particulière à son égard, parce qu’il conste qu’il n’a point été à la messe. »
Désormais il n’y a plus lieu à rigueur : l’« hérétique » est « converti » ; le monarque use donc d’« indulgence » envers son vieux serviteur et autorise enfin Petitot à sortir du couvent. Dès qu’il recouvre sa liberté, l'artiste n’a plus qu’une pensée, celle de fuir ce pays. Il réussit à regagner son pays natal avec une partie de sa famille en 1687. Dans une lettre adressée au Petit-Conseil, Petitot présente ses excuses pour sa prétendue abjuration sur le refus du roi de lui permettre de sortir du royaume, refus qui l’a « porté à la résolution de sortir d’entre les mains des personnes chez lesquelles on l’аvait relégué, pour revenir en sa famille, et avec elle chercher le pardon d’en haut et les consolations, et le moyen d’y vivre éloigné de ce qui s’oppose à la pureté du Christianisme ». Les enfants de Petitot restés à Paris vont implorer le pardon de leur père en se jetant aux pieds du roi qu'il le leur accorde en disant qu’il pardonne à un vieillard qui a voulu être enseveli auprès de ses pères.
Petitot, de son côté, semble renaître à la vie. Il se sent rajeuni et reprend ses travaux avec ardeur. Le portrait qu’il fait alors du roi et de la reine de Pologne, est, dit-on, comparable à tout ce qu’il a fait de mieux. Il travaille à un portrait de son épouse, lorsqu’une attaque d’apoplexie l’enlève le 3 avril 1691 à Vevey où il s’est retiré. Aucun de ses nombreux enfants ne s’est fait connaître. François, l’un d’eux, l’accompagne dans sa fuite à Genève avec ses sœurs. Un autre de ses fils, qui se livre également à la peinture sur émail, part s’établir à Londres.
Dézallier d’Argenville, dans ses Vies des plus fameux peintres, appelle Petitot « le Raphaël de la peinture en émail ». « Si Petitot », dit Rigaud, « ne fut point, à proprement parler, l’inventeur de ce genre, il perfectionna tellement l’emploi des couleurs, et porta l’exécution de ses ouvrages à un tel degré de mérite, que la première place lui est assignée par les contemporains, et que la postérité la lui a maintenue. – Ses émaux supportent l’examen aux plus fortes loupes, sans que l’effet général y perde rien ; aussi sont-ils regardés comme des ouvrages inimitables. » Cependant toute chose a son revers. Au jugement de Louis Dussieux, « Petitot avait donné au portrait en émail une perfection extrême, mais en même temps il avait porté à la peinture sur émail un coup funeste. En effet, en se livrant exclusivement au genre du portrait, il entrainait avec lui tous les autres émailleurs à ne plus faire que des portraits : c’est peut-être là une des causes réelles de la chute de la grande peinture sur émail et de la manufacture de Limoges. »
L’Angleterre et la France possèdent les principales productions de Petitot. On ne cite de lui au musée de Genève que la Tente de Darius, d’après Le Brun, beau morceau qui n’est pas entièrement achevé. On voit dans ce même musée un portrait de Petitot que l’on attribue au peintre Mignard.

## Œuvres

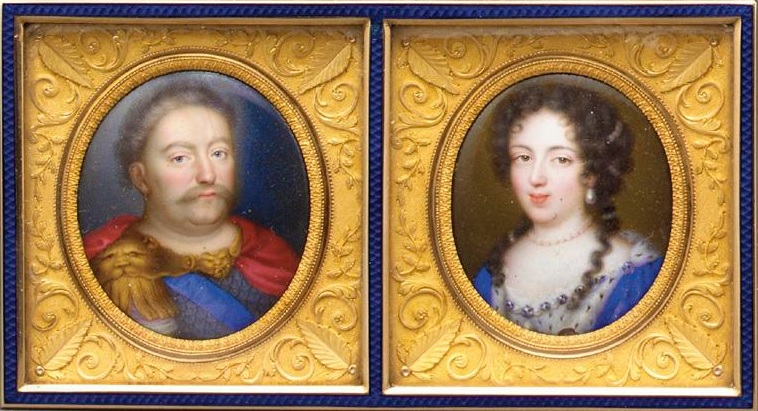
Vers 1670  Deux portrait miniatures de Jean III Sobieski, roi de Pologne , et la reine  Maria Kazimiera
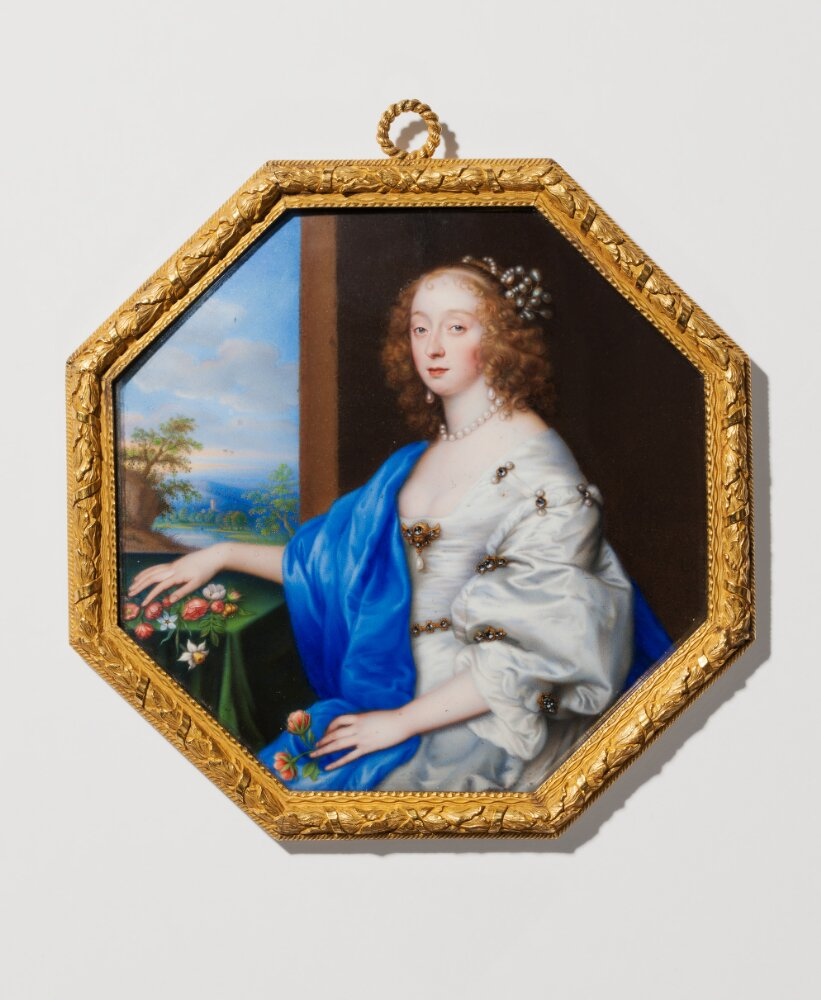
1643. Mary Villiers, Duchess of Richmond and Lennox
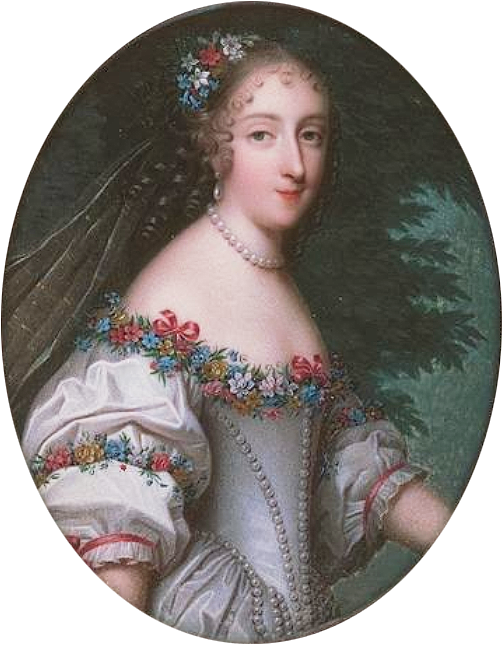
Portrait de Louise de La Vallière (1644-1710), maîtresse de Louis XIV (1638-1715)
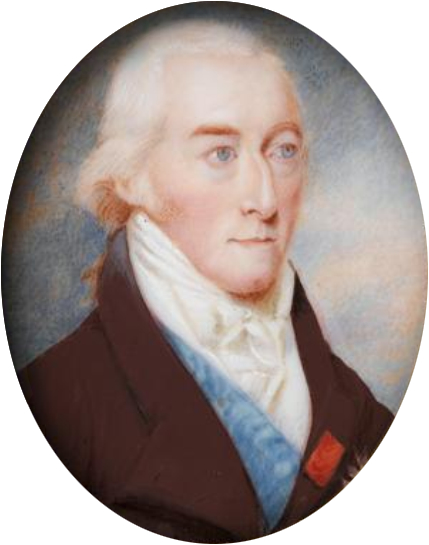
Le prince de Condé, duc de Bourbon (1756-1830)

### Conservation en France
- Portrait présumé de François Louis de Bourbon-Conti, prince de Conti, fin du XVIIe siècle, Musée des Beaux-Arts et d'Archéologie Joseph-Déchelette, Roanne
- Portrait de Marie-Anne de Bourbon, Mlle de Blois, fin du XVIIe siècle, Musée des Beaux-Arts et d'Archéologie Joseph-Déchelette, Roanne
- Portrait d'Anne d'Autriche, reine de France, XVIIe siècle, Musée des Beaux-Arts et d'Archéologie Joseph-Déchelette, Roanne
- Boîte à portrait de Louis XIV (vers 1670), Musée du Louvre[5].

### Conservation aux États-Unis
- Portrait de Catherine Henriette d'Angennes en Diane, miniature, vers 1680, Philadelphia Museum of Art, Philadelphie[6].